# カバルダ・バルカル共和国の行政区画
カバルダ・バルカル共和国の行政区画（カバルダ・バルカルきょうわこくのぎょうせいくかく）では、ロシア連邦、カバルダ・バルカル共和国の行政区画について記述する。

## 行政区画

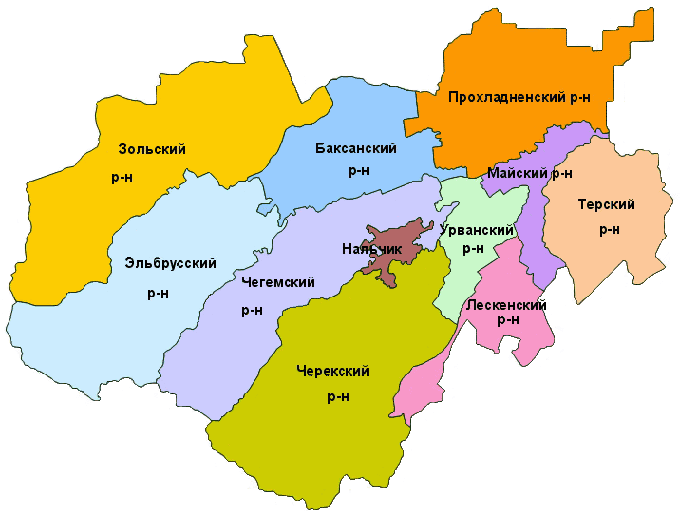
カバルダ・バルカル共和国の行政区画

カバルダ・バルカル共和国は3つの都市管区、10の地区(7の都市型集落、112の農村集落を含む)から構成される。
- 都市管区 (カバルダ・バルカル共和国の管轄下)
  - ナリチク都市管区 (Нальчик) (行政中心地)
  - バクサン都市管区 (Баксан)
  - プロフラードヌイ都市管区 (Прохладный)
- 地区(ラヨン)
  - バクサン地区 (Баксанский)
  - ゾルスク地区 (Зольский)
  - レスケン地区 (Лескенский)
  - マイスキー地区 (Майский)
  - プロフラードヌイ地区 (Прохладненский)
  - テーレク地区 (Терский)
  - ウルヴァン地区 (Урванский)
  - チェゲム地区 (Чегемский)
  - チェレク地区 (Черекский)
  - エリブルス地区 (Эльбрусский)
  - 農村集落
    - エカテリノグラツカヤ (Екатериноградская)